# 1148
1148 (MCXLVIII) a fost un an bisect al calendarului iulian.

## Evenimente
- 22 martie: Deschiderea conciliului de la Reims: papa Eugeniu al III-lea declară continuarea reformelor începute de Grigore al VII-lea.
- 25 martie: Regele Ludovic al VII-lea al Franței și regina Eleanor de Aquitania ajung la Antiohia, unde sunt primiți de către principele Raymond de Poitiers, unchiul lui Eleanor; propunerea principelui de a se organiza un atac asupra Alepului, sprijinită de regină, este însă respinsă de Ludovic, care intenționează continuarea călătoriei către Ierusalim; neînțelegerile din sânul familiei regale conduc la ridicarea problemei divorțului dintre Ludovic și Eleanor.
- 15 iunie: Arnaldo da Brescia, conducătorul Republicii de la Roma, este excomunicat.
- 24 iulie: Cruciații încep asediul Damascului; orașul este înconjurat și toate încercările asediaților de a-l părăsi sunt respinse.
- 24 iunie: Se întrunește conciliul cruciaților de la Accra, prin care se hotărăște atacarea Damascului.
- 26 iulie: La apelul lui Moinuddin Unar, guvernatorul Damascului, cavaleri turci, kurzi și arabi ajung în flancul nordic al cruciaților, hărțuindu-i; se anunță sosirea în curând de consistente ajutoare pentru cei asediați din partea lui Nur ad-Din din Alep și a fratelui acestuia, Saifeddin din Mosul; în fața noii situații, cruciații germani ai lui Conrad al III-lea sunt convinși să se îndepărteze din Damasc; cruciații se retrag și revin la Ierusalim; asediul Damascului se încheie cu un insucces pentru cruciați, marcând totodată eșecul Cruciadei a doua.

### Nedatate
- ianuarie: Participanții la Cruciada a doua sunt înfrânți de către selgiucizi în confruntarea de la muntele Cadmos, în Pisidia, însă continuă înaintarea către Ierusalim.
- martie: Confruntat cu expediția normandă a regelui Roger al II-lea al Siciliei, împăratul bizantin Manuel I Comnen este nevoit ca, pentru a le obține sprijinul, să acorde venețienilor mai multe privilegii comerciale.
- mai sau iunie: Cordoba este recuperată de către almohazii din Spania.
- iunie: Regele Ludovic al VII-lea al Franței și regina Eleanor de Aquitania ajung la Ierusalim, unde se întâlnesc cu cruciații conduși de împăratul Conrad al III-lea de Hohenstaufen.
- iunie-iulie: Conduși de regele Roger al II-lea, normanzii din Sicilia ocupă noi puncte strategice pe litoralul oriental al Tunisiei (Ifriqiya), Mahdia, Susa, Sfax cad rând pe rând din mâinile musulmanilor; Tunisia se deschide comerțului întreprins de negustorii din Genova și Pisa.
- Campania împăratului bizantin Manuel I Comnen împotriva cumanilor.
- Contele Ramon Berenguer al IV-lea de Barcelona ocupă de la mauri Tortosa.
- Cruciații anglo-flamanzi cuceresc Oran, în Algeria.
- Mai multe orașe din Africa de nord (Meknes, Sijilmassa, Ceuta) se răscoală împotriva dominației almohade.
- Regele Afonso I al Portugaliei cucerește Abrantes de la mauri.

## Arte, științe, literatură și filozofie
- Anna Comnena scrie Alexiada, o biografie a tatălui autoarei, împăratul bizantin Alexios I Comnen.
- După cucerirea Cordobei de către almohazi, familia rabinului și medicului Moses Maimonide se decide să se retragă la Fes, în Maroc.
- Puternică dezvoltare a industriei mătăsii în Sicilia, în timpul regelui Roger al II-lea, ca urmare a deportării experților din Bizanț.

## Înscăunări
- 30 august: Umberto al III-lea, conte de Savoia (1148-1189).

## Nașteri
- Bela al III-lea, rege al Ungariei (d. 1196).
- Cencio Savelli, viitor papă Honoriu al III-lea (d. 1227)
- Hugues al III-lea, duce de Burgundia (d. 1192)
- Jean de Brienne, rege al Ierusalimului și împărat latin de Constantinopol (d. 1237)
- Qiu Chuji, filosof taoist chinez (d. 1227).

## Decese
- 6 ianuarie: Gilbert de Clare, primul conte de Pembroke (n. 1100).
- 21 august: Guillaume al II-lea, conte de Nevers (n.c. 1089).
- 30 august: Amedeo al III-lea, conte de Savoia (n. 1095).
- 8 septembrie: Guillaume de Saint-Thierry, călugăr, teolog și filosof francez (n. ?)
- 17 septembrie: Conan al III-lea, duce de Bretagne (n. 1070).
- 2 noiembrie: Malahie de Armagh, sfânt irlandez (n. 1094).
- Abu Bakr ibn al-Arabi, jurist și istoric arab (n. 1076)
- Alphonse I, conte de Toulouse (n. 1103).
- Ari Porgilsson, scriitor și teolog islandez (n. 1067)
- Jaufre Rudel, poet și trubadur francez (n. 1125)
- Kabul Han, conducător mongol (n. 1100)
- Pietro Barliario, medic și alchimist italian (n. 1055)
- Renaud al III-lea de Burgundia (n. 1093)
- Roger al III-lea de Apulia, fiul lui Roger al II-lea al Siciliei (n. 1118)